# نوتر دام (ایندیانا)
نوتر دام (به انگلیسی: Notre Dame) یک منطقهٔ مسکونی در ایالات متحده آمریکا است که در شهرستان سنت ژوزف، ایندیانا واقع شده‌است. نوتر دام ۵٬۹۷۳ نفر جمعیت دارد و ۲۲۴٫۰۳ متر بالاتر از سطح دریا واقع شده‌است.